# ليكي لي

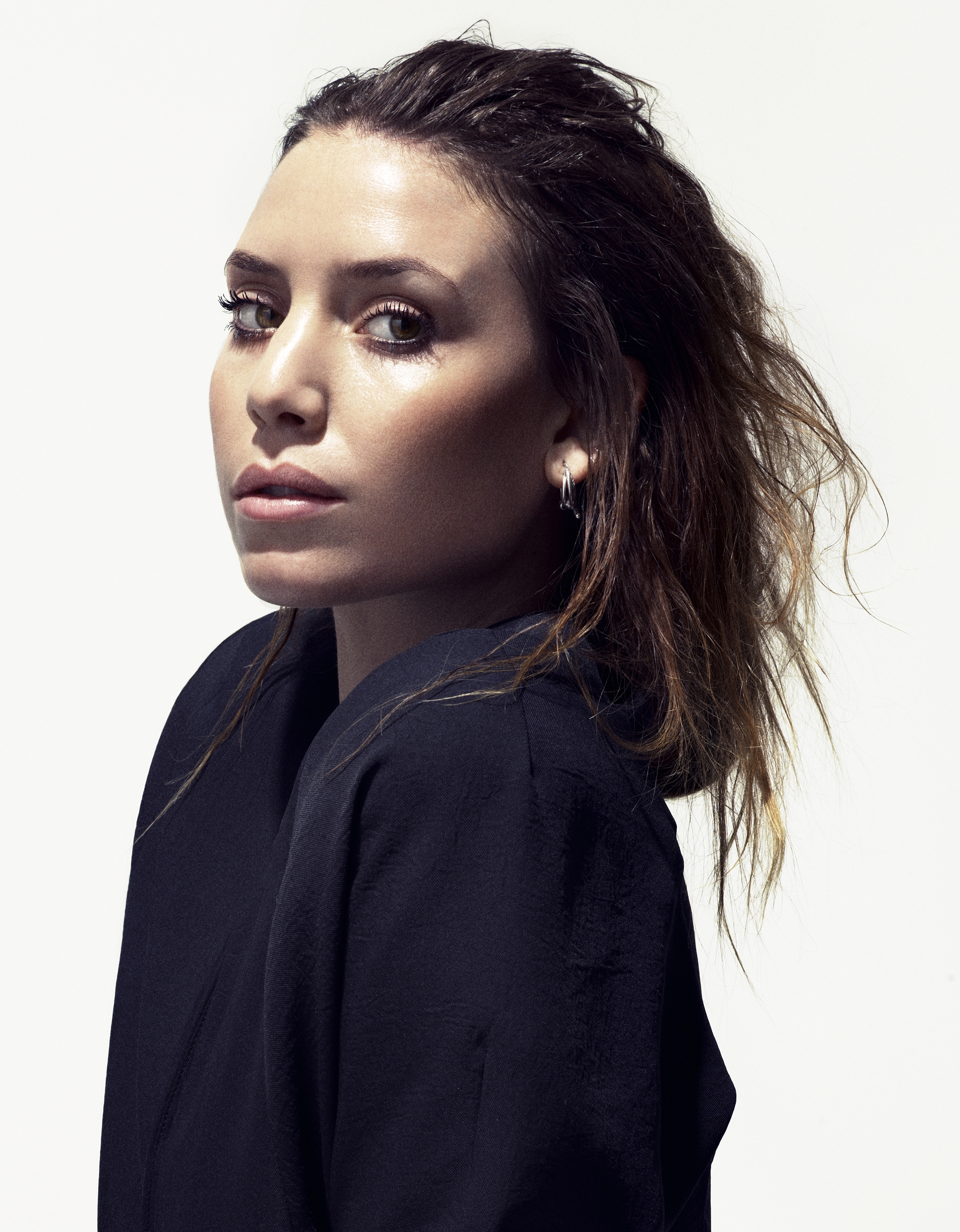
ليكي لي

إسمها الفني ليكي لي (بالإنجليزية: Lykke Li) وإسمها الكامل لي ليكي تيموتيج سفينسون زاكريسون (بالإنجليزية: Li Lykke Timotej Svensson Zachrisson) وهي مغنية وكاتبة أغاني سويدية ولدت في يوم 18 مارس 1986 في بلدة يستاد في السويد، تغني ليكي لي إندي بوب الموسيقى الإلكترونية، آلات عزف أغانيها تضم الكمان وسنثسيزر وتامبوراين وساكسفون وتشيلو وطبل أفريقي وسوبرانو، أشهر أغانيها هي follow.

## روابط خارجية
- ليكي لي على موقع IMDb (الإنجليزية)
- ليكي لي على موقع ميتاكريتيك (الإنجليزية)
- ليكي لي على موقع روتن توميتوز (الإنجليزية)
- ليكي لي على موقع ميوزك برينز (الإنجليزية)
- ليكي لي على موقع رولينغ ستون (الإنجليزية)
- ليكي لي على موقع أول ميوزيك (الإنجليزية)
- ليكي لي على موقع ديسكوغز (الإنجليزية)
- ليكي لي على موقع قاعدة بيانات الفيلم (الإنجليزية)